# Sasha Glavic
Sasha Glavic (Pickering, 9 maggio 1983) è un ex giocatore di football americano canadese, che ha giocato come linebacker.
Nel suo periodo ai Calanda Broncos ha vinto il titolo europeo.
Suo fratello Marko tra il 2010 e il 2012 è stato suo compagno di squadra ai Broncos.

## Palmarès
- 1 Eurobowl (Calanda Broncos: 2012)